# Sakramententheologie
Sakramententheologie ist die theologische und philosophische Erklärung der Sakramente. Sie ist ein Teilgebiet der ihrerseits zur systematischen Theologie gehörenden Dogmatik.
In allen christlichen Konfessionen gibt es gewisse leibliche Zeichen, die als Symbole göttlicher Gegenwart verstanden werden. Diese Zeichen nennt die jeweilige Kirche Sakramente oder in der orthodoxen Tradition Mysterien. Die Zahl der von den einzelnen Konfessionen anerkannten Sakramente ist unterschiedlich.

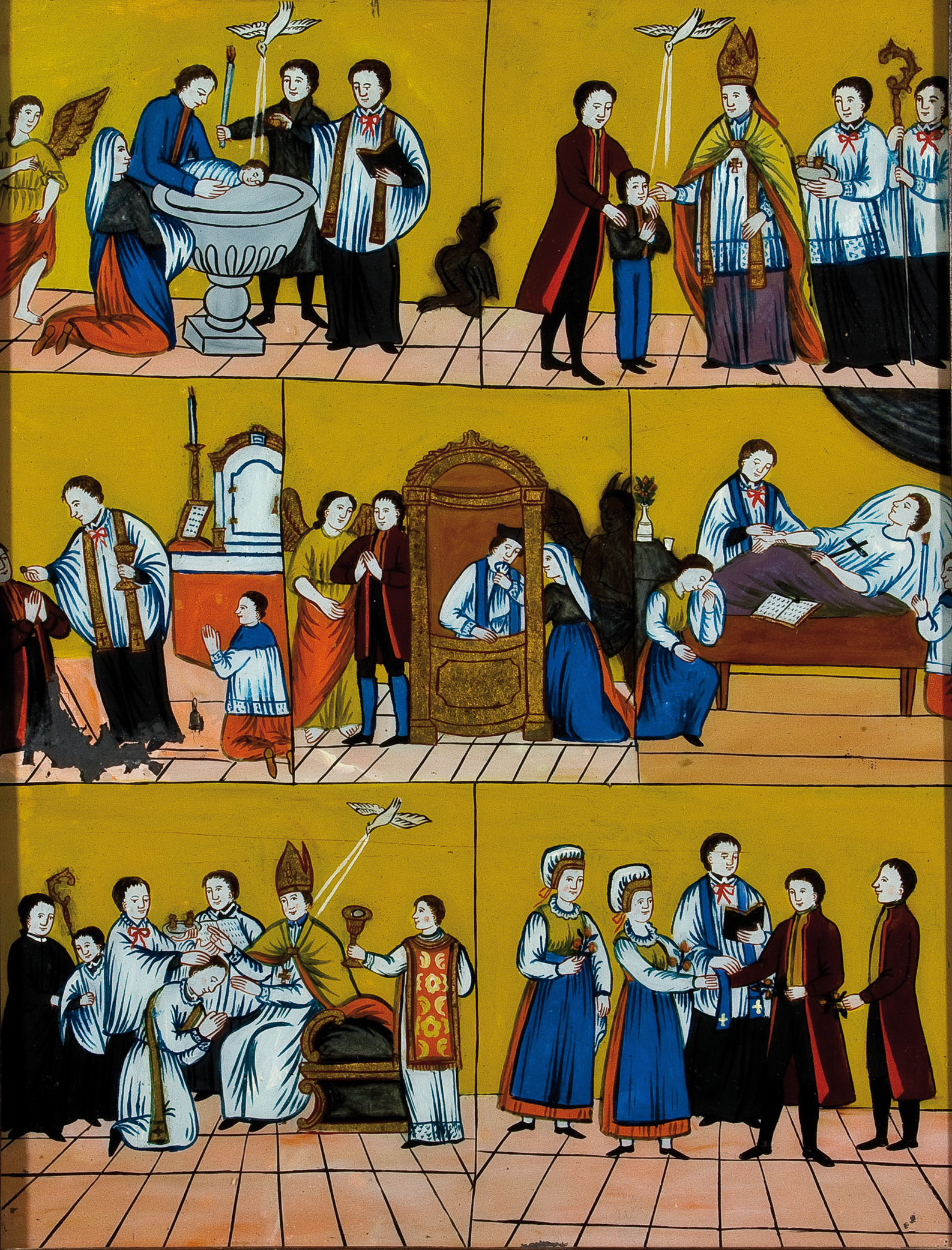
Die sieben katholischen Sakramente, Hinterglasbild, 53 × 41,5 cm; Slowenien, Ende 19./Anfang 20. Jh.

In der Theologie der römisch-katholischen Kirche hat sich die Unterteilung in eine Allgemeine Sakramententheologie und eine Besondere Sakramententheologie herausgebildet.
Gegenstand der Allgemeinen Sakramententheologie ist die Reflexion über die Züge, welche die einzelnen Sakramente verbinden oder Ähnlichkeiten in ihrer phänomenologischen Gestalt bewirken.
Demgegenüber betont die Theologie der evangelisch-lutherischen Kirchen, dass es sich bei einem allgemeinen Sakramentenbegriff nur um einen Hilfsbegriff handeln könne, der dasjenige, was zu den einzelnen Sakramenten gesagt werden könne, nachträglich zusammenfasse und kommentiere.
Die Besondere Sakramentenlehre befasst sich mit den einzelnen Sakramenten, also – je nachdem, ob die einzelne Konfession das entsprechende Sakrament anerkennt – mit der Taufe, der Firmung, der Eucharistie, der Weihe von Diakonen, Priestern und Bischöfen, der Beichte, der Krankensalbung und der Ehe.